# Johan Rådberg
Johan Rådberg, född 2 april 1942, död 2010, var en svensk professor inom arkitektur och stadsbyggnad vid Lunds Tekniska Högskola.
Rådberg disputerade 1988 vid Kungliga Tekniska högskolan på en avhandling om svensk stadsbyggnadshistoria. Han mottog Yngve Larssons pris för stads- och kommunhistoriska insatser 1998.